# Eriopyga chionosema
Eriopyga chionosema là một loài bướm đêm trong họ Noctuidae.